# Ryota Miki
Ryota Miki (三木 良太 Miki Ryota?, nacido el 12 de abril de 1985 en Osaka) es un exfutbolista japonés. Jugaba de delantero y su último club fue el Fagiano Okayama de Japón.

## Trayectoria

### Clubes
| Club            | País  | Año         |
| --------------- | ----- | ----------- |
| Gamba Osaka     | Japón | 2004 - 2009 |
| Ehime FC        | Japón | 2007 - 2008 |
| Fagiano Okayama | Japón | 2009 - 2011 |

## Estadística de carrera

### J. League
| Club            | Año   | J. League | J. League | Copa J. League | Copa J. League | Total | Total |
| Club            | Año   | Part.     | Goles     | Part.          | Goles          | Part. | Goles |
| --------------- | ----- | --------- | --------- | -------------- | -------------- | ----- | ----- |
| Gamba Osaka     | 2004  | 0         | 0         | 0              | 0              | 0     | 0     |
| Gamba Osaka     | 2005  | 3         | 0         | 0              | 0              | 3     | 0     |
| Gamba Osaka     | 2006  | 0         | 0         | 0              | 0              | 0     | 0     |
| Ehime FC        | 2007  | 25        | 2         | -              | -              | 25    | 2     |
| Ehime FC        | 2008  | 16        | 2         | -              | -              | 16    | 2     |
| Gamba Osaka     | 2009  | 0         | 0         | 0              | 0              | 0     | 0     |
| Fagiano Okayama | 2009  | 15        | 2         | -              | -              | 15    | 2     |
| Fagiano Okayama | 2010  | 15        | 3         | -              | -              | 15    | 3     |
| Fagiano Okayama | 2011  | 1         | 0         | -              | -              | 1     | 0     |
| Total           | Total | 75        | 9         | 0              | 0              | 75    | 9     |

## Palmarés

### Títulos nacionales
| Título             | Club        | País  | Año  |
| ------------------ | ----------- | ----- | ---- |
| J1 League          | Gamba Osaka | Japón | 2005 |
| Copa del Emperador | Gamba Osaka | Japón | 2009 |